# Yoshitake Tsuyoshi
Tsuyoshi Yoshitake (sinh ngày 8 tháng 9 năm 1981) là một cầu thủ bóng đá người Nhật Bản.

## Sự nghiệp câu lạc bộ
Tsuyoshi Yoshitake đã từng chơi cho Yokohama FC và Tokyo Verdy.